# Miłość platoniczna

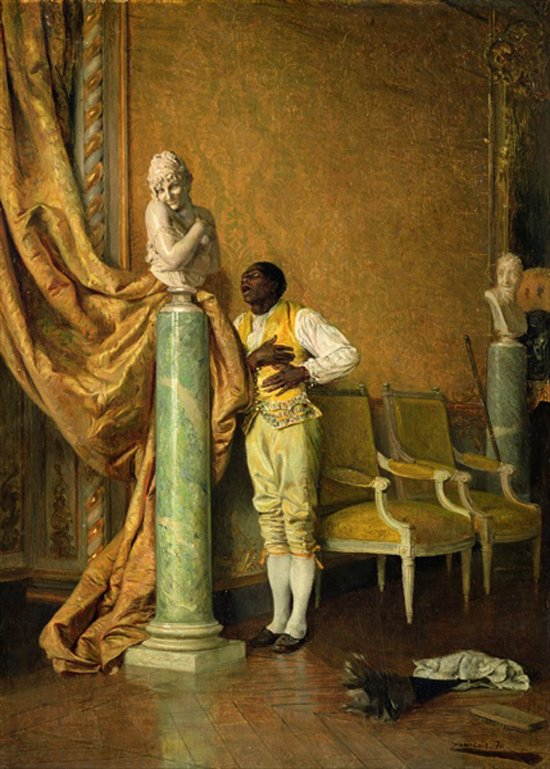
Miłość platoniczna, obraz Eduardo Zamacois y Zabala (1870)

Miłość platoniczna – miłość wzniosła, wyidealizowana, wolna od seksu i zmysłowości, przyjacielska, bezinteresowna, lojalna i wierna. Stanowi motyw w literaturze i sztuce od czasów renesansu.
Koncepcja miłości platonicznej wywodzi się z pism Platona (w szczególności z jego Uczty). Współczesne znaczenie ma jednak niewiele wspólnego z pierwowzorem. Język potoczny przejął termin platońskiej (lub, jak się mówi, „platonicznej”) miłości w zubożonym, czysto negatywnym znaczeniu wyzbycia się pożądań zmysłowych wobec przedmiotów cielesnych; dla Platona natomiast miłość nadzmysłowa była wprawdzie celem, ale miłość zmysłowa była szczeblem do niej. U Platona miłość była drogą wiodącą ku wyższym formom poznania, od miłości cielesnej, ku poznaniu idei dobra i piękna. W okresie renesansu starano się pogodzić nauki Platona z chrześcijaństwem, które potępiało homoseksualność, podobnie jak Platon w Prawach. Doprowadziło to do reinterpretacji Platona, początkowo przez włączenie w tę koncepcję również miłości heteroseksualnej, a następnie poprzez wypracowanie pojęcia miłości platonicznej jako miłości czysto duchowej.
Odrębnym pojęciem jest miłość romantyczna, mająca charakter gwałtowny i zmysłowy.

## Historia pojęcia

### Miłość
W starożytnej Grecji rozróżniano kilka rodzajów miłości: eros był miłością gwałtowną i pożądliwą (to znaczenie jest obecne w słowie „erotyczny“), storgē miłością rodziców do dzieci, philia – miłością łagodną i przyjacielską (tłumaczoną też jako „przyjaźń“), a agape – bezinteresowną życzliwością. Funkcjonowało również wiele koncepcji filozoficznych i opowieści mitologicznych na jej temat. W tym kontekście pojawiły się poświęcone miłości prace Platona. Swoje poglądy na miłość wyłożył on przede wszystkim w Uczcie i Fajdrosie.
Uczta, podobnie jak inne dialogi Platona, złożona jest z wypowiedzi różnych osób, wśród których centralną postacią jest Sokrates. Na dialog składają się mowy uczestników sympozjonu, mające chwalić Erosa. Kolejni mówcy prezentują odmienne koncepcje miłości. Fajdros i Pauzaniasz w swoich mowach chwalą miłość homoseksualną. Miłość mężczyzny i kobiety jest również możliwa, lecz jest rzeczą rzadką (Fajdros) lub ma charakter niższy, cielesny (Pauzaniasz). Z kolei Eryksimachos rozpatruje miłość z punktu widzenia medycyny i filozofii przyrody, traktując ją jako jeden z elementów wszechświata. Arystofanes prezentuje w swojej mowie przypowieść o pochodzeniu miłości z rozpadu pierwszych istot ludzkich. Istoty te miały dwie twarze i dzieliły się na trzy płcie: męsko-męską, żeńsko-żeńską i męsko-żeńską. Ludzie sprzeciwiali się bogom, a w więc ci, aby ich ukarać, rozdzielili ich ciała na połówki. Miłość jest więc szukaniem swojej drugiej połowy o płci odpowiadającej pierwotnemu połączeniu. Kolejny z mówców, Agaton, wskazuje, że poprzednicy chwalili raczej samą miłość, a nie darzącego nią Erosa. W swojej mowie Agaton wygłasza pochwały pod adresem samego bóstwa.
Kolejny z mówców, Sokrates, najpierw wykazuje błędy w rozumowaniu poprzedników. Następnie zaś przytacza słowa Deotymy, która, jak się uważa, wyraża stanowisko samego Platona. W mowie tej miłość ma charakter stopniowalny, od najniższej, cielesnej, aż do poznania piękna i dobra. Miłością najniższą jest miłość zmysłowa mężczyzny do kobiety. Na wyższym poziomie miłość cielesna między mężczyznami. Ponad miłością cielesną jest miłość duchowa. Duchowa miłość między ludźmi jest jednak tylko etapem na drodze ku najwyższemu poziomowi miłości: miłości do wiecznych idei piękna i dobra.
Koncepcja miłości jako wzniosłego uczucia do wiecznych idei, przekraczającego cielesność, stała się niezwykle wpływowa. Była również tym elementem doktryny Platona, który był w późniejszych wiekach chętnie łączony z filozofią chrześcijańską.

### Rozwój koncepcji
W późnej starożytności platońska koncepcja miłości była rozwijana przez neoplatoników: Plotyna, Proklosa. Wpłynęła także na niektórych pisarzy patrystycznych. U św. Augustyna kolejnymi, coraz wyższymi formami miłości są miłość erotyczna, miłość bliźniego i miłość do Boga. W pismach Ojców Kościoła z doktryny Platona pozostało już niewiele i stapia się ona z chrześcijaństwem.
Średniowiecznym filozofom Platon był bezpośrednio nieznany. Ponowne odkrycie pism Platona w późnym średniowieczu, a także zainteresowanie starożytnymi tekstami w renesansie ożywiły kontrowersję na temat możliwości pogodzenia myśli Platona z chrześcijaństwem.

### Renesansowe spory
Odnowienie zainteresowania antykiem pod koniec średniowiecza, a także ponowna recepcja pism Platona na Zachodzie zwróciły uwagę filozofów na jego koncepcję miłości. Wyraźne wpływy platońskie są zauważane w Sonetach do Laury Petrarki. Do powstania koncepcji miłości platonicznej najwięcej przyczynił się jednak renesansowy humanista Marsilio Ficino.
Jawna pochwała homoseksualności u Platona i istotna rola jaką odgrywał on w jego koncepcji miłości były istotną przeszkodą w renesansowej recepcji platonizmu. Rozważania na temat miłości u Platona były bardzo ważne dla Marsilio Ficina, a co za tym idzie stanowiły istotny temat dyskusji w kierowanej przez niego Akademii Florenckiej. Innymi filozofami, którzy rozważali ten temat byli Bessarion i Pietro Bembo czy żydowski filozof Jehuda Abrabanel .
Również tutaj miłość ma charakter duchowy i łączy się z elementami religijnymi .

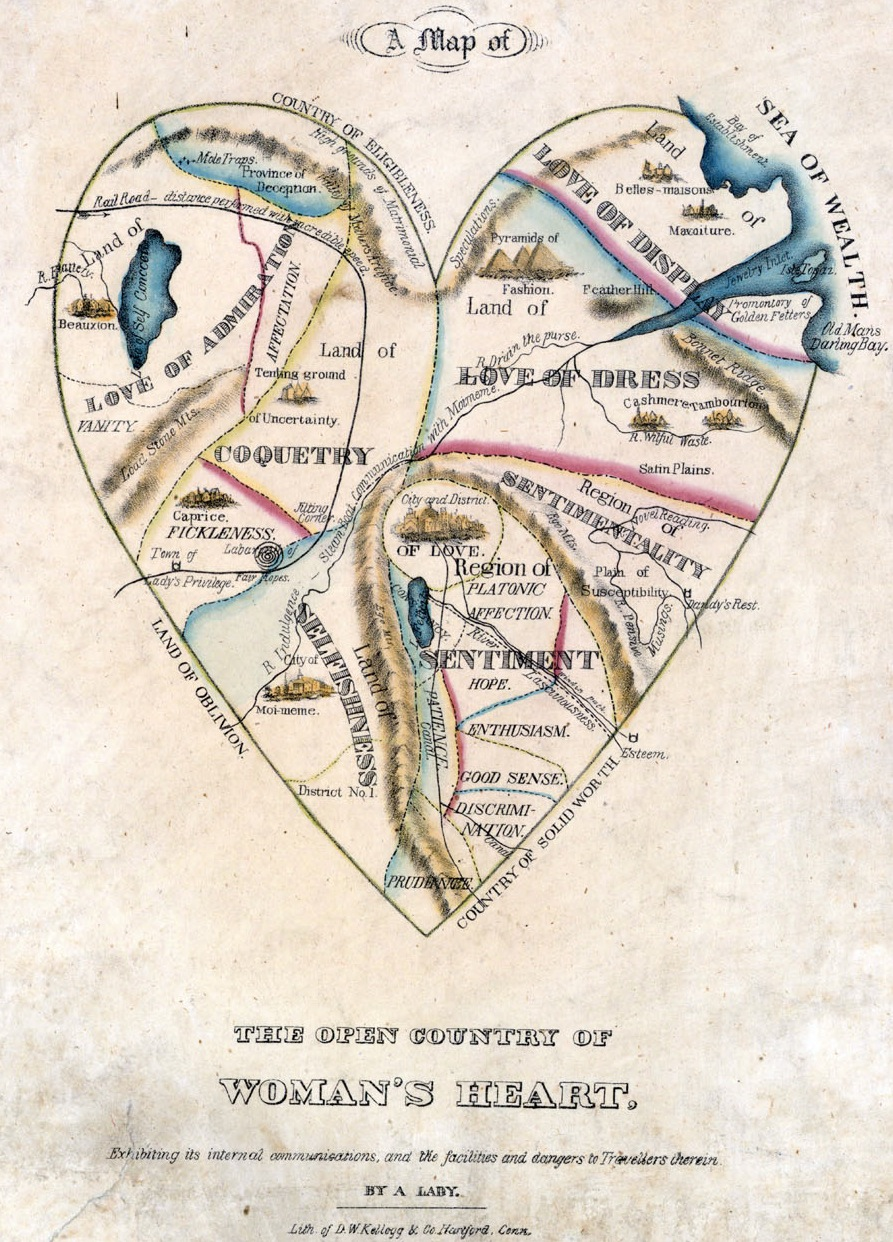
Mapa kobiecego serca (lata 30. XIX wieku). Obszar uczucia platonicznego umieszczono blisko centrum

### Upowszechnienie
W późniejszym okresie platonizm pogodzony z chrześcijaństwem uległ upowszechnieniu. Interpretacja Ficina została przyjęta m.in. przez platoników z Cambridge w XVII w. Schaftesbury, inspirując się platonikami z Cambridge, rozwinął swoją koncepcję miłości jako dążenia do piękna. Miłość platoniczna uległa w ten sposób zeświecczeniu i zaczęła oznaczać miłość wzniosłą, nakierowaną na wyższe wartości i nie mającą charakteru cielesnego.

## Miłość platoniczna w literaturze
Obok dzieł Petrarki i Castiglioniego miłość platońska stanowiła ważny motyw literacki w dziełach wielu twórców. Motyw platonicznej miłości jako miłości czystej, wzniosłej i niezmysłowej można odnaleźć m.in. u takich twórców jak: Maurice Scève (np. Delia, przedmiot najwyższej cnoty), Honoré d’Urfé, Madeleine de Scudéry, François Fénelon, Małgorzata z Nawarry, autorzy z kręgu Plejady, William Davenant czy Friedrich Hölderlin.